# Факт
Факт е термин, използван като синоним на истинност, която може да бъде доказана научно или логично. Факт е резултат или събитие, случило се в действителност и чието съществуване е безспорно и проверено и не подлежи на съмнение.
Някои неща, които се приемат за факти, могат да бъдат опровергани след допълнителни изследвания или опити и с надпредване на технологиите. Отделно, други, които са считани за неистина, могат да станат факти.
В науката факт е обективно проверено (потвърдено експериментално) наблюдение, за разлика от теорията, която е обяснение на или тълкувание на факти.
Юридическият факт е общественозначимо явление от обективната действителност (конкретно жизнено обстоятелство), с наличието или отсъствието на което хипотезата, респективно санкцията, на правната норма свързва правни последици (възникването, изменението или прекратяването на правни отношения и/или правни връзки чрез изпълнението на диспозицията, респективно на санкцията на правната норма).
Върху възприемането на фактите има голямо влияние психологията. Хората са склонни да виждат факти, които потвърждават тяхната позиция и да игнорират такива, които ѝ противоречат.
В обичайната реч използването на думата „факт“ може да се свърже със следното:
- Честно и обективно наблюдение, потвърдено от широко уважавани наблюдатели

 – не са рядкост грешки при тълкуването на значението на наблюдаваното
 – често се използват властови механизми, за да се наложи политическо коректно тълкуване на дадено наблюдение
- Повтарящо се нееднократно събитие

 – Еднократно наблюдение на даден феномен не го прави непременно факт. Съгласно общоприети държавни норми, обикновено се изисква повторно наблюдение.
- Нещо, за което се смята, че е действително, за разлика от измисленото
- Нещо конкретно, използвано като база за по-нататъшна интерпретация
- Информация за конкретен предмет